# ذبحة ال مرا
واقعة آل مرا أو المعروفة بذبحة آل مر ، هي معركة وقعت بين قبيلة زبيد وآل مرا من طيء حيث حل كل فارس من قبيلة زبيد ضيفاً لدى أحد رجال آل مرا وعندما جاء الليل قاموا فرسان زبید بالغدر في آل مرا وقاموا بقتلهم ونهب مواشيهم وتهجيرهم من ديارهم.
لكن يقال أن المعركة خرافة لعدم وجود مصادر موثوقة.